# Novelé
Novelé (in valenciano Novetlè) è un comune spagnolo di 633 abitanti situato nella comunità autonoma Valenciana.